# Francine Navarro
Francine Adèle Navarro (27. ledna 1950 Casablanca – 6. srpna 2008 Paříž) byla francouzská módní návrhářka, právnička a sňatkem černohorská korunní princezna, členka černohorské královské rodiny.

## Život
Francine Navarrová se narodila v Casablance v Maroku jako starší dcera diplomata Antoina Navarra a profesorky Rachel Wazanové. Rané dětství trávila v Maroku, ve dvanácti letech s rodiči emigrovala do francouzského Marseille, kde se její otec aktivně zapojil do činnosti francouzské cizinecké legie. Její matka zde přednášela na prestižní střední škole Lycée Montgrand.
Jako studentka práva v Marseille založila s přítelem svůj první malý módní salon. Ve dvaceti letech se rozhodla pokračovat ve studiích práv na pařížské univerzitě Panthéon-Assas, které zakončila s certifikátem v roce 1972. Po mnoha podniknutých krocích na poli módy nakonec v roce 1993 otevřela se švédskou přítelkyní Evou Robinsonovou a svou sestrou Lindou Matildou Navarro v Paříži úspěšný módní salón France Petrovitch & Eva Robinson.
Francine Navarro zemřela 6. srpna 2008 v nemocnici Hôpital des Diaconesses po dlouhém a těžkém boji s rakovinou slinivky břišní. Pohřbena byla pouze za přítomnosti rodiny a nejbližších přátel na pařížškém hřbitově Montparnasse .

## Manželství a děti
Dne 27. listopadu 1976 se Francine Navarro v Trébeurdenu stala manželkou svého dlouhodobého přítele, mladého architekta Nikolase Michaela Františka Petroviće-Njegoše (známého jako Nikola II.), korunního prince černohorského – pretendenta trůnu Černé Hory. Po svatbě získala Francine titul její královské výsosti a stala se černohorskou korunní princeznou.
Svatebními hosty byli kromě rodinných členů a blízkých známých např. srbský korunní princ Alexandr Karađorđević s manželkou Marii da Glória Orleánsko-Braganzskou a prezident Francie Valéry Giscard d'Estaing s první dámou Anne-Aymone.
Narodili se jim dvě děti:
- princezna Altinaï (* 27. října 1977) ∞ Anton Martynov (syn)
- dědičný princ Boris (* 21. ledna 1980) ∞ hraběnka Véronique Haillot Canas da Silva (dcera)

## Diplomatické vztahy
Přestože se korunní princezna Francine do politiky příliš nezapojovala, udržovala velmi dobré diplomatické styky s nejvyšší společností nejen ve Francii. Udržovala pravidelný kontakt s prezidentem Černé Hory Filipem Vujanovićem a první dámou Světlanou Tobeou Vujanovićovou, dále pak např. se srbskou korunní princeznou Marií, vévodkyní ze Seborgy a Kateřinou Klárou Batisovou. Korunní pár také podnikl řadu mezinárodních návštěv, mj. se setkali s britskou královnou Alžbětou II. nebo českým prezidentem Václavem Klausem.
Mimo jiné byla Francine Navarro velice oblíbená u Černohorců – po jejím úmrtí následovaly v Černé Hoře mnohé pietní akce na její počest.

## Vyznamenání
- Řád knížete Danila I.[2]
- Řád sv. Mauricia a sv. Lazara
- Řád křídla sv. Michaela
- Řád Františka I.